# Pablo Crer

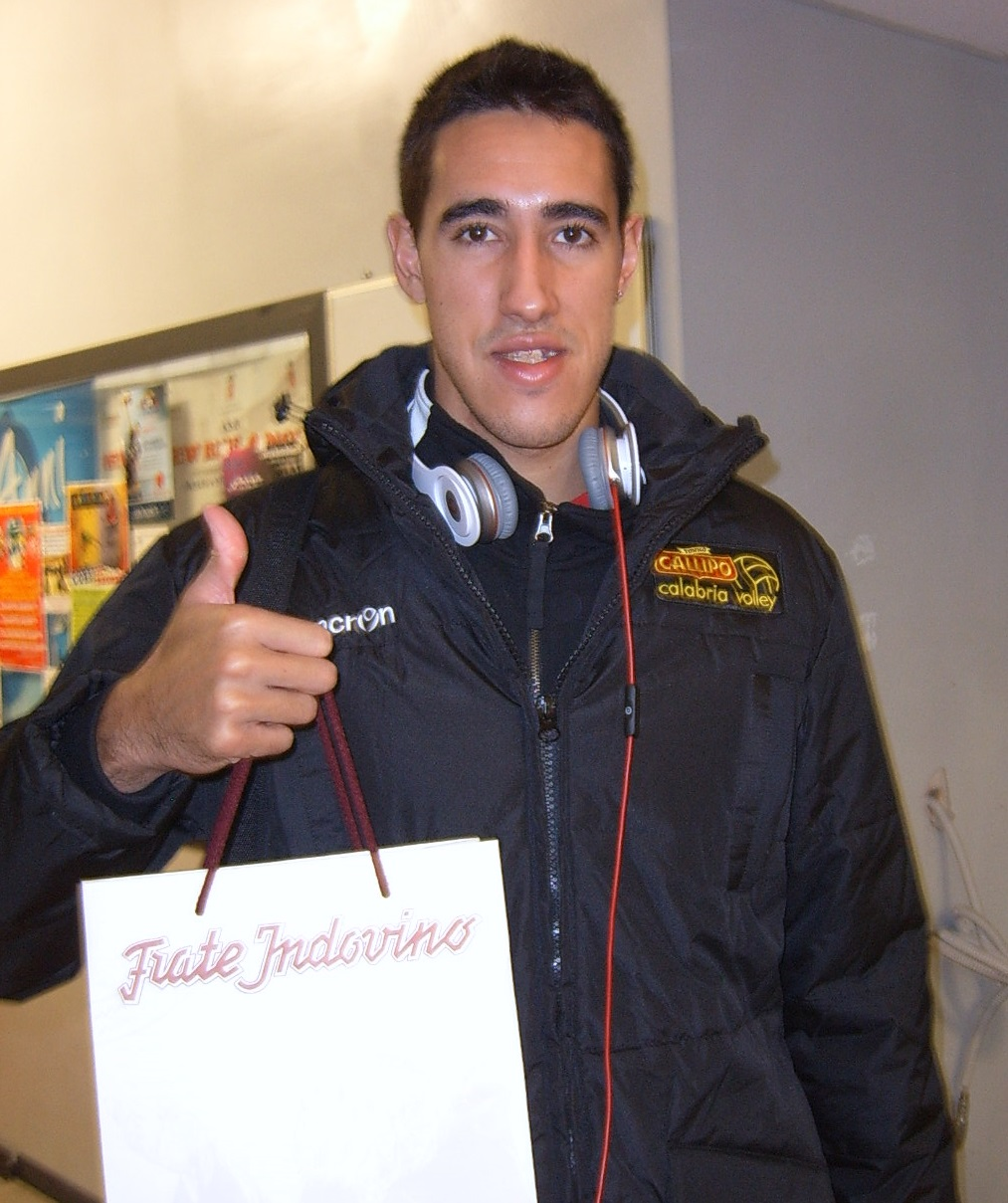
Pablo Crer zawodnikiem Tonno Callipo Calabria Vibo Valentia

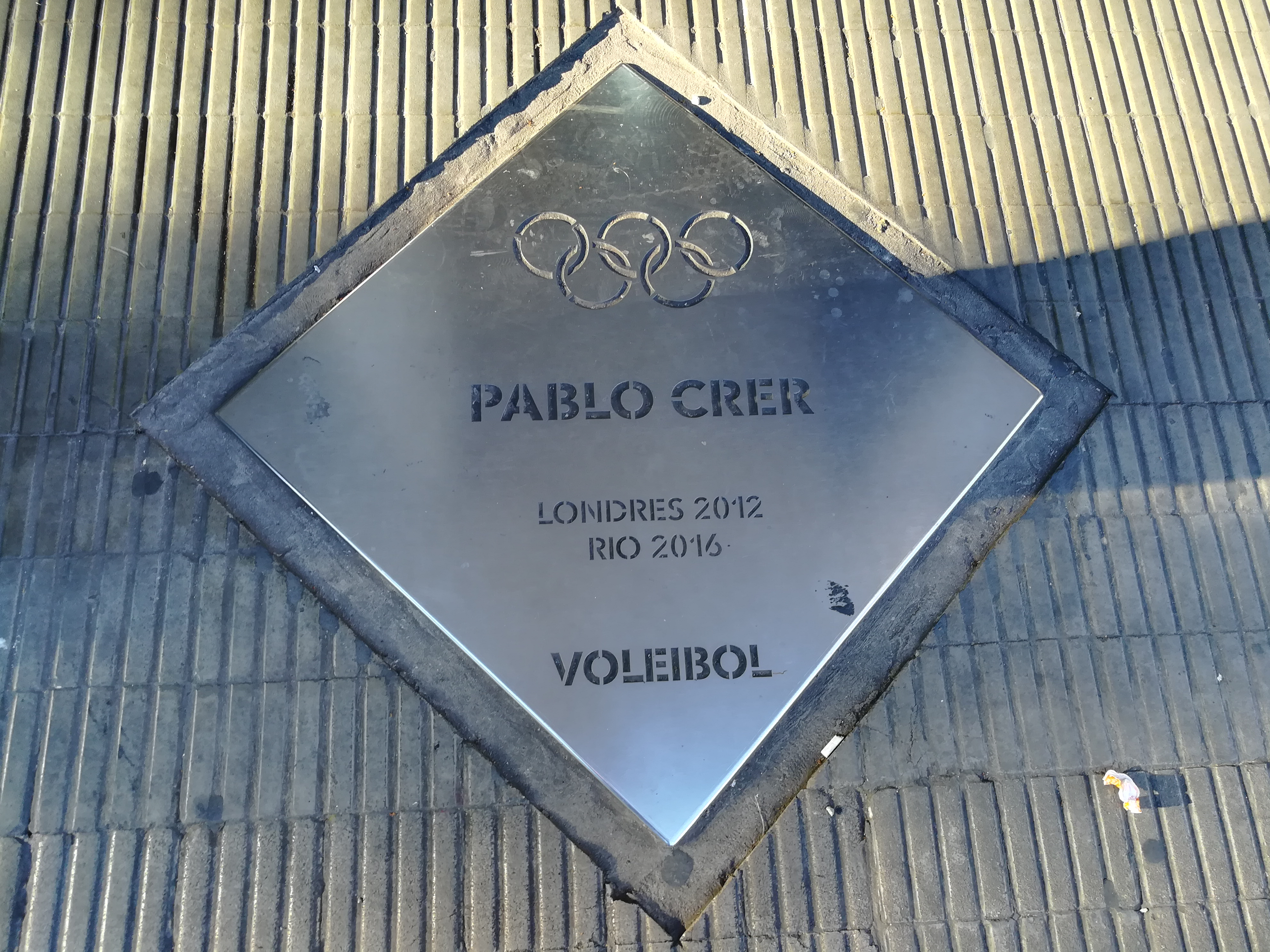
Promenada Igrzysk Olimpijskich w Alei Pellegrini w Rosario

Pablo Damian Crer (ur. 12 czerwca 1989 w Rosario) – argentyński siatkarz, reprezentant kraju, grający na pozycji środkowego. W czerwcu 2021 r. zakończył karierę reprezentacyjną z powodów osobistych.

## Kariera klubowa
| Lata      | Klub                                 |
| 2008–2010 | Rosario Sonder                       |
| 2010–2011 | Club Villa María                     |
| 2011–2013 | Drean Bolívar                        |
| 2013–2014 | Tonno Callipo Calabria Vibo Valentia |
| 2014–2019 | Personal Bolívar                     |
| 2019–2022 | Trefl Gdańsk                         |
| 2022–2023 | Paris Volley                         |
| 2023–     | VK Lvi Praha                         |

## Sukcesy klubowe
Puchar ACLAV:
- 2012, 2015

Mistrzostwo Argentyny:
- 2017, 2019
- 2015, 2016, 2018
- 2012, 2013

Puchar Master:
- 2013

Klubowe Mistrzostwa Ameryki Południowej:
- 2017

Mistrzostwo Czech:
- 2025[5]
- 2024[6]

Puchar Czech:
- 2025[7]

## Sukcesy reprezentacyjne
Mistrzostwa Ameryki Południowej Kadetów:
- 2008
- 2006

Mistrzostwa Ameryki Południowej Juniorów:
- 2008

Mistrzostwa Świata Juniorów:
- 2009

Mistrzostwa Świata Kadetów:
- 2009

Puchar Panamerykański:
- 2017
- 2010

Igrzyska Panamerykańskie:
- 2015
- 2011

Mistrzostwa Ameryki Południowej:
- 2011, 2013
- 2017

## Nagrody indywidualne
- 2016: Najlepszy środkowy Klubowych Mistrzostw Świata
- 2017: Najlepszy środkowy Klubowych Mistrzostw Ameryki Południowej
- 2017: Najlepszy środkowy Pucharu Panamerykańskiego